# Lijst van Atari 8 bit-spellen
De pagina lijst van Atari 8 bit-spellen bevat computerspellen die uitgegeven zijn voor spelcomputers van de Atari 8 bit-familie.
| Titel                                                               | Ontwikkelaar                         | Uitgever                            | Uitgebracht      | Genre                        |
| ------------------------------------------------------------------- | ------------------------------------ | ----------------------------------- | ---------------- | ---------------------------- |
| 221 B Baker St.                                                     | IntelliCreations, Pacific Softech    | Datasoft                            | 1987             | Strategiespel                |
| 2onOne: L.A. Swat + Panther                                         | Mastertronic                         | Mastertronic                        | 1988             | Compilatiespel               |
| 3-D Red Baron Dogfight/Flight Simulator                             | Sebree's Computing                   | Sebree's Computing                  | 1990             | Simulatiespel                |
| 3-D Tic-Tac-Toe                                                     | Atari                                | Atari                               | 1979             | Strategiespel                |
| 50 Mission Crush                                                    | Strategic Simulations                | Strategic Simulations               | 1984             | Simulatiespel                |
| 5x5                                                                 | Sikor Soft                           | Sikor Soft                          | 1995             | Strategiespel                |
| 5x5 Edytor haseł                                                    | Sikor Soft                           | Sikor Soft                          | 1995             | Strategiespel                |
| 747 Flight Simulator                                                | DACC Limited                         | DACC Limited                        | 1983             | Simulatiespel                |
| ABC                                                                 | Sikor Soft                           | Sikor Soft                          | 1995             | Strategiespel                |
| Abracadabra!                                                        | TG Software                          | TG Software                         | 1983             | Actiespel                    |
| Ace of Aces                                                         | Artech                               | Accolade                            | 1987             | Simulatiespel                |
| Action Biker                                                        | Mastertronic                         | Mastertronic                        | 1986             | Racespel                     |
| Action Quest                                                        | JV Software                          | JV Software                         | 1982             | Adventure                    |
| The Activision Decathlon                                            | Activision                           | Activision                          | 1984             | Sportspel                    |
| A.D. 2044: Seksmisja                                                | R.M.P. Software                      | Avalon                              | 1991             | Adventure                    |
| Adax                                                                | Avalon                               | Avalon                              | 1992             | Actiespel                    |
| Advanced Pinball Simulator                                          | Codemasters                          | Codemasters                         | 1988             | Simulatiespel                |
| Adventure Creator                                                   | Dale Disharoon                       | Spinnaker Software                  | 1984             | Adventure                    |
| Adventure in the Fifth Dimension                                    | A.N.A.L.O.G. Computing               | A.N.A.L.O.G. Computing              | 1983             | Adventure                    |
| Adventure Master                                                    | CBS Software                         | CBS Software                        | 1984             | Adventure                    |
| Adventure Quest                                                     | Level 9 Computing                    | Level 9 Computing                   | 1983             | Adventure                    |
| Adventure Series                                                    | Adventure International              | Adventure International             | 1981             | Compilatiespel               |
| Adventure Value Pack#1                                              | Adventure International              | Adventure International             | 1981             | Compilatiespel               |
| Adventure Value Pack#2                                              | Adventure International              | Adventure International             | 1981             | Compilatiespel               |
| Adventure Value Pack#3                                              | Adventure International              | Adventure International             | 1981             | Compilatiespel               |
| Adventure Value Pack#4                                              | Adventure International              | Adventure International             | 1981             | Compilatiespel               |
| Adventureland                                                       | Adventure International              | Adventure International             | 1981             | Adventure                    |
| The Adventures of Buckaroo Banzai: Across the Eighth Dimension      | Adventure International              | Adventure International             | 1984             | Adventure                    |
| The Adventures of Robin Hood                                        | English Software                     | English Software                    | 1984             | Actiespel                    |
| A.E.                                                                | Programmers-3                        | Brøderbund Software                 | 1982             | Actiespel                    |
| Age of Adventure                                                    | Diverse ontwikkelaars                | Electronic Arts                     | 1986             | Compilatiespel               |
| Agent USA                                                           | Tom Snyder Productions               | Scholastic                          | 1984             | Strategiespel                |
| Air Rescue I                                                        | MicroProse Software                  | MicroProse Software                 | 1984             | Actiespel                    |
| Airball                                                             | MicroDeal                            | Atari                               | 1988             | Strategiespel                |
| Airline                                                             | Ariolasoft                           | Ariolasoft                          | 1986             | Strategiespel                |
| Airstrike                                                           | English Software                     | English Software                    | 1982             | Actiespel                    |
| Airstrike II                                                        | English Software                     | English Software                    | 1983             | Actiespel                    |
| Airwolf                                                             | Elite Systems                        | Elite Systems                       | 1985             | Actiespel                    |
| ALF in the Color Caves                                              | Joyce Hakansson Associates           | Spinnaker Software                  | 1984             | Educatief spel               |
| Alfa-Boot                                                           | StanBit                              | StanBit                             | 1994             | Adventure                    |
| Ali Baba and the Forty Thieves                                      | Quality Software                     | Quality Software                    | 1981             | RPG                          |
| Aliants: The Desperate Battle For Earth!                            | Starsoft Development Laboratories    | Keypunch Software                   | 1987             | Strategiespel                |
| Alien Ambush                                                        | Micro Distributors                   | Micro Distributors                  | 1982             | Actiespel                    |
| Alien Garden                                                        | Epyx                                 | Epyx                                | 1982             | Strategiespel                |
| Alien Hell                                                          | Syncro                               | Syncro                              | 1981             | Adventure                    |
| Alley Cat                                                           | Synapse Software                     | Synapse Software                    | 1983             | Actiespel                    |
| Alphabet Zoo                                                        | Spinnaker Software                   | Spinnaker Software                  | 1983             | Educatief spel               |
| Alternate Reality: The City                                         | Paradise Programming                 | Datasoft                            | 1985             | RPG                          |
| Alternate Reality: The Dungeon                                      | Datasoft                             | Datasoft                            | 1987             | RPG                          |
| Amaurote                                                            | Binary Design                        | Mastertronic                        | 1987             | Actiespel                    |
| Android                                                             | FUCO                                 | FUCO                                | 1991             | Platformspel                 |
| Andromeda Conquest                                                  | Microcomputer Games                  | Avalon Hill                         | 1982             | Strategiespel                |
| Animated Puzzle                                                     | Atari                                | Atari                               | Niet uitgebracht | Puzzelspel                   |
| Apple Panic                                                         | Brøderbund Software                  | Brøderbund Software                 | 1982             | Platformspel                 |
| Arcade Fruit Machine                                                | Zeppelin Games                       | Zeppelin Games                      | 1990             | Simulatiespel                |
| The Arcade Machine                                                  | Brøderbund Software                  | Brøderbund Software                 | 1983             | Actiespel                    |
| The Archers                                                         | Level 9 Computin                     | Mosaic Publishing                   | 1986             | Adventure                    |
| Archon: The Light and the Dark                                      | Free Fall                            | Electronic Arts                     | 1983             | Strategiespel                |
| Archon II: Adept                                                    | Free Fall                            | Electronic Arts                     | 1984             | Strategiespel                |
| Ardeny 1944                                                         | L.K. Fire-Bird                       | StanBit                             | 1995             | Strategiespel                |
| Ardy the Aardvark                                                   | Datamost                             | Datamost                            | 1983             | Actiespel                    |
| Arena 3000                                                          | MicroDeal                            | MicroDeal                           | 1984             | Actiespel                    |
| Arkanoid                                                            | Taito                                | Imagine                             | 1987             | Actiespel                    |
| Armor Assault                                                       | Automated Simulations                | Automated Simulations               | 1982             | Strategiespel                |
| Around the Planet                                                   | Mirage Software                      | Mirage Software                     | 1994             | Actiespel                    |
| Arrow of Death Part I                                               | Channel 8 Software                   | Channel 8 Software                  | 1983             | Adventure                    |
| Arrow of Death Part II                                              | Channel 8 Software                   | Channel 8 Software                  | 1982             | Adventure                    |
| Artefakt Przodków                                                   | ASF s.c.                             | ASF s.c.                            | 1992             | Actiespel                    |
| Asteroids                                                           | Atari                                | Atari                               | 1981             | Actiespel                    |
| Astro Chase                                                         | First Star Software                  | First Star Software                 | 1982             | Actiespel                    |
| Astro-Grover                                                        | Children's Computer Workshop         | CBS Software                        | 1984             | Educatief spel               |
| Asylum                                                              | William F. Denman Jr.                | Med Systems                         | 1981             | Adventure                    |
| Atari Smash Hits Volume 7                                           | Diverse ontwikkelaars                | English Software                    | 1987             | Compilatiespel               |
| AtariGraphics                                                       | Atari                                | Atari                               | 1984             | Educatief spel               |
| AtariWriter                                                         | Atari                                | Atari                               | 1982             | Educatief spel               |
| Atlantis                                                            | Imagic                               | Imagic                              | 1983             | Actiespel                    |
| Atomia                                                              | Mirage Software                      | Mirage Software                     | 1993             | Strategiespel                |
| Attack of the Mutant Camels                                         | Llamasoft                            | Llamasoft                           | 1983             | Actiespel                    |
| Autoduel                                                            | Origin Systems                       | Origin Systems                      | 1985             | Actiespel                    |
| Avalanche                                                           | Atari                                | Atari                               | 1980             | Actiespel                    |
| Axilox                                                              | Opacus Chiroptera                    | Mirage Software                     | 1993             | Strategiespel                |
| Axis Assassin                                                       | Electronic Arts                      | Electronic Arts                     | 1983             | Actiespel                    |
| Aztec                                                               | Datamost                             | Datamost                            | 1982             | Actiespel                    |
| Aztec Challenge                                                     | Cosmi                                | Cosmi                               | 1982             | Actiespel                    |
| B-1 Nuclear Bomber                                                  | Microcomputer Games                  | Avalon Hill                         | 1980             | Simulatiespel                |
| Baja Buggies                                                        | Gamestar                             | Gamestar                            | 1982             | Racespel                     |
| Ballblazer                                                          | Lucasfilm Games                      | Epyx                                | 1985             | Sportspel                    |
| Ballyhoo                                                            | Infocom                              | Infocom                             | 1986             | Adventure                    |
| Bandits                                                             | Sirius Software                      | Sirius Software                     | 1982             | Actiespel                    |
| Bang! Bank!                                                         | Our 5oft                             | Mirage Software                     | 1992             | Actiespel                    |
| Bannercatch                                                         | Tom Snyder Productions               | Scholastic                          | 1984             | Educatief spel               |
| Barahir                                                             | Lorien                               | Avalon                              | 1993             | Adventure                    |
| Barge                                                               | General Masters                      | K-Tek Software                      | 1983             | Actiespel                    |
| Barkanoid                                                           | mhs Studio                           | mhs Studio                          | 1986             | Actiespel                    |
| Barnyard Blaster                                                    | K-Byte                               | Atari                               | 1987             | Actiespel                    |
| BASIC Fun: Computer Games, Puzzles, And Problems Children Can Write | Avon Books                           | Avon Books                          | 1982             | Educatief spel               |
| Basil the Great Mouse Detective                                     | GGS                                  | GGS                                 | 1987             | Actiespel                    |
| Basketball                                                          | Atari                                | Atari                               | 1979             | Sportspel                    |
| Battalion Commander                                                 | Strategic Simulations                | Strategic Simulations               | 1985             | Strategiespel                |
| Battle Cruiser                                                      | Strategic Simulations                | Strategic Simulations               | 1987             | Strategiespel                |
| Battle for Normandy                                                 | Tactical Design Group                | Strategic Simulations               | 1982             | Strategiespel                |
| Battle of Antietam                                                  | Strategic Simulations                | Strategic Simulations               | 1985             | Simulatiespel                |
| The Battle of Chickamauga                                           | Worlds to Conquer                    | GDW                                 | 1985             | Strategiespel                |
| The Battle of Shiloh                                                | Tactical Design Group                | Strategic Simulations               | 1981             | Strategiespel                |
| The Battle of the Bulge: Tigers in the Snow                         | Tactical Design Group                | Strategic Simulations               | 1981             | Strategiespel                |
| Battle Ships                                                        | Gizmo Magic Software                 | Gizmo Magic Software                | 1989             | Strategiespel                |
| Battlezone                                                          | Atari                                | Atari                               | 1987             | Actiespel                    |
| B.C.'s Quest for Tires                                              | Sydney Development                   | Sierra On-Line                      | 1983             | Actiespel                    |
| Beach-Head                                                          | Access Software                      | Access Software                     | 1983             | Actiespel                    |
| Beach-Head II: The Dictator Strikes Back                            | Access Software                      | Access Software                     | 1986             | Actiespel                    |
| Beamrider                                                           | Cheshire Engineering                 | Activision                          | 1983             | Actiespel                    |
| Beneath Apple Manor                                                 | Quality Software                     | Quality Software                    | 1983             | RPG                          |
| Bertyx                                                              | Mirage Software                      | Mirage Software                     | 1992             | Actiespel                    |
| Berzerk                                                             | Atari                                | Atari                               | Niet uitgebracht | Actiespel                    |
| Beyond Castle Wolfenstein                                           | Muse Software                        | Muse Software                       | 1984             | Actiespel                    |
| Bismarck                                                            | Personal Software Services           | Datasoft                            | 1988             | Strategiespel                |
| Black Lamp                                                          | Atari                                | Atari                               | 1989             | Platformspel                 |
| Blackjack                                                           | Atari                                | Atari                               | 1980             | Simulatiespel                |
| Blinkys Scary School                                                | Zeppelin Games                       | Zeppelin Games                      | 1990             | Actiespel                    |
| Blue Max                                                            | Synapse Software                     | Synapse Software                    | 1983             | Actiespel                    |
| Blue Max 2001                                                       | Synapse Software                     | Synapse Software                    | 1984             | Actiespel                    |
| Blue Thunder                                                        | Richard Wilcox Software              | Richard Wilcox Software             | 1984             | Actiespel                    |
| BMX Simulator                                                       | Codemasters                          | Codemasters                         | 1986             | Racespel                     |
| Boing II                                                            | ASF s.c.                             | ASF s.c.                            | 1992             | Actiespel                    |
| Bomber Attack                                                       | Microcomputer Games                  | Avalon Hill                         | 1982             | Actiespel                    |
| Bop'N Wrestle                                                       | Beam Software                        | Mindscape                           | 1986             | Sportspel                    |
| Boulder Dash                                                        | First Star Software                  | First Star Software                 | 1984             | Actiespel                    |
| Boulder Dash Construction Kit                                       | First Star Software                  | Epyx                                | 1986             | Actiespel                    |
| Boulder Dash II: Rockford's Revenge                                 | First Star Software                  | First Star Software                 | 1985             | Actiespel                    |
| Bounty Bob Strikes Back!                                            | Big Five Software                    | Big Five Software                   | 1984             | Actiespel                    |
| Breakthrough in the Ardennes                                        | Tactical Design Group                | Strategic Simulations               | 1984             | Strategiespel                |
| Brian Clough's Football Fortunes                                    | CDS Software                         | CDS Software                        | 1987             | Sportspel                    |
| Brimstone                                                           | Synapse Software                     | Brøderbund Software                 | 1985             | Adventure                    |
| Bristles                                                            | First Star Software                  | First Star Software                 | 1983             | Actiespel                    |
| Broadsides                                                          | Strategic Simulations                | Strategic Simulations               | 1983             | Strategiespel                |
| Bruce Lee                                                           | Datasoft                             | Datasoft                            | 1984             | Actiespel                    |
| Bubble Trouble                                                      | Players Software                     | Players Software                    | 1987             | Actiespel                    |
| Buck Rogers: Planet of Zoom                                         | Sega                                 | Sega                                | 1983             | Actiespel                    |
| Bug Attack                                                          | Cavalier Computer                    | Cavalier Computer                   | 1982             | Actiespel                    |
| Bug Hunt                                                            | Atari                                | Atari                               | 1987             | Actiespel                    |
| Buried Buck$                                                        | A.N.A.L.O.G. Software                | A.N.A.L.O.G. Software               | 1982             | Actiespel                    |
| Canyon Climber                                                      | Datasoft                             | Datasoft                            | 1982             | Actiespel                    |
| Captain Gather                                                      | Avalon                               | Avalon                              | 19982            | Strategiespel                |
| Capture the Flag                                                    | Sirius Software                      | Sirius Software                     | 1983             | Actiespel                    |
| Carnival Massacre                                                   | Thorn EMI Video                      | Thorn EMI Video                     | 1983             | Actiespel                    |
| Carrier Force                                                       | Strategic Simulations                | Strategic Simulations               | 1983             | Strategiespel                |
| Cassette 50                                                         | Cascade Games                        | Cascade Games                       | 1984             | Compilatiespel               |
| Castle Wolfenstein                                                  | Muse Software                        | Muse Software                       | 1983             | Actiespel                    |
| Cat-Nap                                                             | Syncro                               | ZiMAG                               | 1982             | Actiespel                    |
| Caveman                                                             | Taurus Software                      | Mirage Software                     | 1993             | Actiespel                    |
| Cavernia                                                            | Zeppelin Games                       | Zeppelin Games                      | 1990             | Actiespel                    |
| Caverns of Callisto                                                 | Origin Systems                       | Origin Systems                      | 1983             | Actiespel                    |
| Caverns of Khafka                                                   | Cosmi                                | Cosmi                               | 1983             | Actiespel                    |
| Caverns of Mars                                                     | Atari                                | Atari                               | 1981             | Actiespel                    |
| Centipede                                                           | Atari                                | Atari                               | 1982             | Actiespel                    |
| Centurion                                                           | Sword Soft                           | Sikor Soft                          | 1995             | Strategiespel                |
| C'est La Vie                                                        | Eastman Computing                    | Adventure International             | 1983             | Actiespel                    |
| Championship Lode Runner                                            | Brøderbund Software                  | Brøderbund Software                 | 1984             | Strategiespel                |
| Chancellor Of The Exchequer                                         | Mach-Ina Strategy Games              | Mach-Ina Strategy Games             | 1983             | Simulatiespel                |
| Change                                                              | Avalon                               | Avalon                              | 1992             | Strategiespel                |
| The Chessmaster 2000                                                | The Software Toolworks               | The Software Toolworks              | 1986             | Strategiespel                |
| Chicken Chase                                                       | Jawx                                 | Bug-Byte Software                   | 1986             | Actiespel                    |
| Chimera                                                             | Firebird Software                    | Firebird Software                   | 1985             | Strategiespel                |
| Choplifter                                                          | Brøderbund Software                  | Brøderbund Software                 | 1982             | Actiespel                    |
| Chopper Hunt                                                        | A.N.A.L.O.G. Software                | Imagic                              | 1984             | Actiespel                    |
| Chopper Rescue                                                      | MicroProse                           | MicroProse                          | 1982             | Actiespel                    |
| Chronicles of Osgorth: The Shattered Alliance                       | Strategic Simulations                | Strategic Simulations               | 1981             | Simulatiespel                |
| Chuckie Egg                                                         | A&F Software                         | A&F Software                        | 1985             | Actiespel                    |
| Circus                                                              | Channel 8 Software                   | Channel 8 Software                  | 1983             | Adventure                    |
| The Citadel                                                         | Tiger Developments                   | Tiger Developments                  | 1991             | Strategiespel                |
| Claim Jumper                                                        | Synapse Software                     | Synapse Software                    | 1982             | Actiespel                    |
| Clear for Action                                                    | Microcomputer Games                  | Avalon Hill                         | 1984             | Strategiespel                |
| Climber 5                                                           | COMPUTE! Publications                | COMPUTE! Publications               | 1987             | Platformspel                 |
| Close Assault                                                       | Microcomputer Games                  | Avalon Hill                         | 1982             | Simulatiespel                |
| Clowns & Balloons                                                   | Datasoft                             | Datasoft                            | 1982             | Actiespel                    |
| Coco Notes                                                          | The Dovetail Group                   | CBS Software                        | 1984             | Educatief spel               |
| Collapse                                                            | Firebird Software                    | Firebird Software                   | 1985             | Platformspel                 |
| Colonial Conquest                                                   | Strategic Simulations                | Strategic Simulations               | 1985             | Strategiespel                |
| Colony                                                              | Icon Design                          | Mastertronic                        | 1987             | Strategiespel                |
| Colossal Adventure                                                  | Level 9 Computing                    | Level 9 Computing                   | 1983             | Adventure                    |
| Colossus Chess 3.0                                                  | English Software                     | English Software                    | 1984             | Simulatiespel                |
| Colossus Chess 4                                                    | CDS Software                         | CDS Software                        | 1987             | Simulatiespel                |
| Combat Leader                                                       | Strategic Simulations                | Strategic Simulations               | 1983             | Simulatiespel                |
| The Comet Game                                                      | Firebird Software                    | Firebird Software                   | 1986             | Actiespel                    |
| Computer Acquire                                                    | Microcomputer Games                  | Avalon Hill                         | 1981             | Simulatiespel                |
| Computer Ambush                                                     | Strategic Simulations                | Strategic Simulations               | 1984             | Simulatiespel                |
| Computer Baseball                                                   | Strategic Simulations                | Strategic Simulations               | 1984             | Strategiespel                |
| Computer Facts in Five                                              | Microcomputer Games                  | Avalon Hill                         | 1982             | Simulatiespel                |
| Computer Football Strategy                                          | Microcomputer Games                  | Avalon Hill                         | 1983             | Simulatiespel                |
| Computer Quarterback                                                | Strategic Simulations                | Strategic Simulations               | 1981             | Strategiespel                |
| Computer Stocks & Bonds                                             | Microcomputer Games                  | Avalon Hill                         | 1982             | Simulatiespel                |
| Conan: Hall of Volta                                                | SE Software                          | Datasoft                            | 1984             | Platformspel                 |
| Conflict 2500                                                       | Microcomputer Games                  | Avalon Hill                         | 1981             | Simulatiespel                |
| Conflict in Vietnam                                                 | MicroProse                           | MicroProse                          | 1986             | Simulatiespel                |
| Congo Bongo                                                         | Sega                                 | Sega                                | 1983             | Actiespel                    |
| Constellation                                                       | Avalon                               | Avalon                              | 1992             | Simulatiespel                |
| Controller                                                          | Microcomputer Games                  | Avalon Hill                         | 1982             | Simulatiespel                |
| The Convicts                                                        | Domain Software                      | Domain Software                     | 1992             | Actiespel                    |
| Cops n' Robbers                                                     | Atlantis Software                    | Atlantis Software                   | 1988             | Actiespel                    |
| Cosmic Balance II                                                   | Strategic Simulations                | Strategic Simulations               | 1983             | Strategiespel                |
| The Cosmic Balance                                                  | Strategic Simulations                | Strategic Simulations               | 1982             | Simulatiespel                |
| The Count                                                           | Adventure International              | Adventure International             | 1981             | Adventure                    |
| Crack-Up                                                            | Atlantis Software                    | Atlantis Software                   | 1989             | Actiespel                    |
| Crash Dive!                                                         | A.N.A.L.O.G. Computing               | A.N.A.L.O.G. Computing              | 1984             | Adventure                    |
| Crisis Mountain                                                     | Synergistic Software                 | Synergistic Software                | 1983             | Actiespel                    |
| Crossbow                                                            | Exidy                                | Atari                               | 1988             | Actiespel                    |
| Crossfire                                                           | Sierra On-Line                       | Sierra On-Line                      | 1981             | Actiespel                    |
| Crusade in Europe                                                   | MicroProse                           | MicroProse                          | 1985             | Strategiespel                |
| Crush, Crumble and Chomp!                                           | Automated Simulations                | Automated Simulations               | 1981             | Strategiespel                |
| Crypto Cube                                                         | DesignWare                           | DesignWare                          | 1983             | Educatief spel               |
| Crypts of Egypt                                                     | WaxSoft                              | Mirage Software                     | 1995             | Platformspel                 |
| The Crypts of Plumbous                                              | Cosmi                                | Cosmi                               | 1982             | Actiespel                    |
| Crypts of Terror                                                    | Inhome Software                      | Inhome Software                     | 1981             | Adventure                    |
| Crystal Castles                                                     | Atari                                | Atari                               | 1988             | Actiespel                    |
| Crystal Raider                                                      | Mastertronic                         | Mastertronic                        | 1986             | Platformspel                 |
| Cultivation + Chromatics                                            | KE-Soft                              | KE-Soft                             | 1990             | Compilatiespel               |
| The Curse of Crowley Manor                                          | Adventure International              | Adventure International             | 1981             | Adventure                    |
| Cuthbert Goes Walkabout                                             | MicroDeal                            | MicroDeal                           | 1984             | Actiespel                    |
| Cutthroats                                                          | Infocom                              | Infocom                             | 1984             | Adventure                    |
| Cyborg                                                              | Sentient Software                    | Softsmith                           | 1983             | Adventure                    |
| Cyborg                                                              | Sword Soft                           | Sikor Soft                          | 1994             | Actiespel                    |
| Cytron Masters                                                      | Strategic Simulations                | Strategic Simulations               | 1982             | Strategiespel                |
| The Dallas Quest                                                    | Datasoft                             | Datasoft                            | 1984             | Adventure                    |
| Dandy                                                               | John Howard Palevich                 | Atari Program Exchange              | 1983             | Actiespel                    |
| Danger Ranger                                                       | MicroDeal                            | MicroDeal                           | 1984             | Platformspel                 |
| Dark Abyss                                                          | Mirage Software                      | Mirage Software                     | 1993             | Actiespel                    |
| Dark Chambers                                                       | Atari                                | Atari                               | 1988             | Actiespel                    |
| David's Midnight Magic                                              | Brøderbund Software                  | Brøderbund Software                 | 1982             | Actiespel                    |
| Deadline                                                            | Infocom                              | Infocom                             | 1982             | Adventure                    |
| Death Race                                                          | Atlantis Software                    | Atlantis Software                   | 1987             | Racespel                     |
| Death Sword                                                         | Palace Software                      | Avalon                              | 1992             | Actiespel                    |
| Deathland                                                           | StanBit                              | StanBit                             | 1994             | Platformspel                 |
| Decision in the Desert                                              | MicroProse                           | MicroProse                          | 1985             | Strategiespel                |
| Defender                                                            | Williams Electronics                 | Atarisoft                           | 1982             | Actiespel                    |
| Defensor                                                            | Shadows                              | StanBit                             | 1995             | Actiespel                    |
| Deimos                                                              | Sonix                                | Sonix                               | 1993             | Platformspel                 |
| Demon Attack                                                        | Imagic                               | Imagic                              | 1982             | Actiespel                    |
| Denis Through the Drinking Glass                                    | ASS                                  | ASS                                 | 1984             | Adventure                    |
| Desert Falcon                                                       | Atari                                | Atari                               | 1988             | Actiespel                    |
| Diamond Mine                                                        | IDSI                                 | Roklan                              | 1983             | Actiespel                    |
| Dig Dug                                                             | Namco                                | Atari                               | 1982             | Actiespel                    |
| Digi Duck                                                           | Avalon                               | Avalon                              | 1992             | Educatief spel               |
| Dimension X                                                         | Synapse Software                     | Synapse Software                    | 1984             | Actiespel                    |
| Dizzy Dice                                                          | Players Software                     | Players Software                    | 1987             | Simulatiespel                |
| Dnieper River Line                                                  | Microcomputer Games                  | Avalon Hill                         | 1982             | Strategiespel                |
| Dodge Racer                                                         | Synapse Software                     | Synapse Software                    | 1981             | Racespel                     |
| Donkey Kong                                                         | Ikegami Tsushinki, Nintendo          | Atari                               | 1983             | Platformspel                 |
| Donkey Kong Junior                                                  | Nintendo                             | Atari                               | 1983             | Platformspel                 |
| Draconus                                                            | Zeppelin Games                       | Cognito                             | 1988             | Platformspel                 |
| Dragon's Eye                                                        | Southern Software                    | Automated Simulations               | 1981             | RPG                          |
| Dragon's Keep                                                       | Sierra On-Line                       | Sierra On-Line                      | 1984             | Kinderspel                   |
| Dragonriders of Pern                                                | The Connelley Group                  | Epyx                                | 1983             | Strategiespel                |
| Draw Poker                                                          | Microcomputer Games                  | Avalon Hill                         | 1982             | Simulatiespel                |
| The Dreadnaught Factor                                              | Cheshire Engineering                 | Activision                          | 1984             | Actiespel                    |
| Drelbs                                                              | Synapse Software                     | Synapse Software                    | 1983             | Actiespel                    |
| Droga Wojownika                                                     | ASF s.c.                             | ASF s.c.                            | 1993             | Actiespel                    |
| Drol                                                                | Brøderbund Software                  | Brøderbund Software                 | 1983             | Platformspel                 |
| Drop It!                                                            | Sonix                                | Sonix                               | 1993             | Strategiespel                |
| Dropzone                                                            | Arena Graphics                       | U.S. Gold                           | 1984             | Actiespel                    |
| Druid                                                               | Firebird Software                    | Firebird Software                   | 1987             | Actiespel                    |
| Ducks Ahoy!                                                         | Joyce Hakansson Associates           | CBS Software                        | 1984             | Actiespel                    |
| Dung Beetles                                                        | Datasoft                             | Datasoft                            | 1982             | Actiespel                    |
| Dungeon Campaign                                                    | Synergistic Software                 | Image Computer Products             | 1980             | RPG                          |
| Dunjonquest: Curse of Ra                                            | Epyx                                 | Epyx                                | 1982             | RPG                          |
| Dunjonquest: Hellfire Warrior                                       | Automated Simulations                | Automated Simulations               | 1982             | RPG                          |
| Dunjonquest: Morloc's Tower                                         | Automated Simulations                | Automated Simulations               | 1980             | RPG                          |
| Dunjonquest: Temple of Apshai                                       | Automated Simulations                | Automated Simulations               | 1981             | RPG                          |
| Dunjonquest: The Datestones of Ryn                                  | Automated Simulations                | Automated Simulations               | 1981             | RPG                          |
| Dunjonquest: Upper Reaches of Apshai                                | Automated Simulations                | Automated Simulations               | 1982             | RPG                          |
| Dunzhin                                                             | Intelligent Statements               | Sceenplay                           | 1983             | RPG                          |
| Dwie Wieże                                                          | ASF s.c.                             | ASF s.c.                            | 1993             | Platformspel                 |
| Dziedzictwo Gigantów                                                | Mirage Software                      | Mirage Software                     | 1993             | Platformspel                 |
| Eagles                                                              | Strategic Simulations                | Strategic Simulations               | 1983             | Simulatiespel                |
| The Earth Dies Screaming                                            | Sirius Software                      | Sirius Software                     | 1983             | Actiespel                    |
| Earthquake San Francisco 1906                                       | Adventure International              | Prism Leisure                       | 1986             | Adventure                    |
| Eastern Front 1941                                                  | Chris Crawford                       | Atari Program Exchange              | 1981             | Strategiespel                |
| Easy Money / Honky                                                  | Avalon                               | Avalon                              | 1993             | Compilatiespel               |
| The Eidolon                                                         | Lucasfilm Games                      | Epyx                                | 1985             | Actiespel                    |
| Elektraglide                                                        | English Software                     | Mastertronic                        | 1985             | Racespel                     |
| The Eliminator                                                      | Adventure International              | Adventure International             | 1982             | Actiespel                    |
| Emerald Isle                                                        | Level 9 Computing                    | Level 9 Computing                   | 1985             | Adventure                    |
| Enchanter                                                           | Infocom                              | Infocom                             | 1983             | Adventure                    |
| Enchanter Trilogy                                                   | Infocom                              | Infocom                             | 1986             | Compilatiespel               |
| Encounter!                                                          | Novagen                              | Synapse Software                    | 1983             | Actiespel                    |
| Escape from Pulsar 7                                                | Channel 8 Software                   | Channel 8 Software                  | 1983             | Adventure                    |
| Escape from Traam                                                   | Adventure International              | Adventure International             | 1981             | Adventure                    |
| Espial                                                              | Orca                                 | Tigervision                         | 1984             | Actiespel                    |
| Essex                                                               | Synapse Software                     | Brøderbund Software                 | 1985             | Adventure                    |
| The Eternal Dagger                                                  | Strategic Simulations                | Strategic Simulations               | 1987             | RPG                          |
| E.T. Phone Home!                                                    | Atari                                | Atari                               | 1983             | Actiespel                    |
| Eureka                                                              | Opacus Chiroptera                    | Mirage Software                     | 1992             | Strategiespel                |
| European Countries & Capitals                                       | Atari                                | Atari                               | 1980             | Educatief spel               |
| Excalibur                                                           | Atari                                | Atari Program Exchange              | 1983             | Strategiespel                |
| F-15 Strike Eagle                                                   | MicroProse                           | MicroProse                          | 1984             | Simulatiespel                |
| FaceMaker                                                           | Spinnaker Software                   | Spinnaker Software                  | 1983             | Educatief spel               |
| Fantastic Soccer                                                    | Zeppelin Games                       | Zeppelin Games                      | 1989             | Sportspel                    |
| Fantastic Voyage                                                    | Sirius Software                      | Sirius Software                     | 1982             | Actiespel                    |
| Fast Eddie                                                          | Sirius Software                      | Sirius Software                     | 1982             | Platformspel                 |
| Fatum                                                               | Madman Federation Polska             | ASF s.c.                            | 1993             | Actiespel                    |
| Feud                                                                | Binary Design                        | Binary Design                       | 1987             | Actiespel                    |
| Field of Fire                                                       | Strategic Simulations                | Strategic Simulations               | 1984             | Simulatiespel                |
| Fight Night                                                         | Sydney Development Corp.             | Accolade                            | 1986             | Sportspel                    |
| Fighter Pilot                                                       | Digital Integration                  | Digital Integration                 | 1985             | Simulatiespel                |
| Final Legacy                                                        | Atari                                | Atari                               | 1987             | Strategiespel                |
| Fire Power                                                          | ASF s.c.                             | ASF s.c.                            | 1993             | Actiespel                    |
| Fire Stone                                                          | Sikor Soft                           | Sikor Soft                          | 1995             | Actiespel                    |
| Firebird                                                            | Gebelli Software                     | Gebelli Software                    | 1981             | Actiespel                    |
| Flash Gordon                                                        | Sirius Software                      | Sirius Software                     | 1983             | Actiespel                    |
| Flight Simulator II                                                 | subLOGIC                             | subLOGIC                            | 1984             | Simulatiespel                |
| Flip and Flop                                                       | First Star Software                  | First Star Software                 | 1983             | Actiespel                    |
| Floyd of the Jungle                                                 | MicroProse                           | MicroProse                          | 1982             | Platformspel                 |
| Floyd of the Jungle (Version II)                                    | MicroProse                           | MicroProse                          | 1983             | Platformspel                 |
| Fooblitzky                                                          | Infocom                              | Infocom                             | 1985             | Strategiespel                |
| Food Fight                                                          | Atari                                | Atari                               | 1987             | Actiespel                    |
| Football Manager                                                    | Addictive Games                      | Addictive Games                     | 1985             | Strategiespel                |
| Footballer of the Year                                              | GGS                                  | GGS                                 | 1986             | Sportspel                    |
| Forbidden Forest                                                    | Cosmi                                | Cosmi                               | 1983             | Platformspel                 |
| Formula 1                                                           | Acorn Software Products              | Acorn Software Products             | 1982             | Racespel                     |
| Fort Apocalypse                                                     | Synapse Software                     | Synapse Software                    | 1982             | Actiespel                    |
| Fortress                                                            | Iconographics                        | Strategic Simulations               | 1983             | Strategiespel                |
| Fortress Underground                                                | Kingsoft                             | Kingsoft                            | 1987             | Actiespel                    |
| Frank & Mark                                                        | Avalon                               | Avalon                              | 1993             | Platformspel                 |
| Fred                                                                | Avalon                               | Avalon                              | 1991             | Platformspel                 |
| Frogger                                                             | Konami                               | Sierra On-Line                      | 1982             | Actiespel                    |
| Frogger II: ThreeeDeep!                                             | Parker Brothers                      | Parker Brothers                     | 1984             | Actiespel                    |
| Full Throttle                                                       | Mastertronic                         | Mastertronic                        | 1986             | Racespel                     |
| Gabi / Kuadryk                                                      | Spektra                              | Spektra                             | 1990             | Compilatiespel               |
| Galactic Empire                                                     | Adventure International              | Adventure International             | 1981             | Strategiespel                |
| Galactic Trader                                                     | Adventure International              | Adventure International             | 1981             | Strategiespel                |
| Galaxian                                                            | Namco                                | Atari                               | 1982             | Actiespel                    |
| Galaxy                                                              | Microcomputer Games                  | Avalon Hill                         | 1981             | Simulatiespel                |
| Gallahad                                                            | Brothers Production                  | Domain Software                     | 1992             | Adventure                    |
| Gateway to Apshai                                                   | The Connelley Group                  | Epyx                                | 1983             | RPG                          |
| Gato                                                                | Atari                                | Atari                               | 1987             | Simulatiespel                |
| Gauntlet                                                            | Atari Games                          | U.S. Gold                           | 1985             | Actiespel                    |
| Gauntlet: The Deeper Dungeons                                       | Gremlin Graphics Software            | U.S. Gold                           | 1987             | Actiespel                    |
| Gemstone Warrior                                                    | Paradigm Creators                    | Strategic Simulations               | 1985             | Platformspel                 |
| Getaway!                                                            | Mark Reid                            | Atari Program Exchange              | 1982             | Actiespel                    |
| Gettysburg: The Turning Point                                       | Strategic Simulations                | Strategic Simulations               | 1986             | Strategiespel                |
| Ghost Chaser                                                        | Fanda                                | Artworx                             | 1984             | Platformspel                 |
| Ghostbusters                                                        | Activision                           | Activision                          | 1984             | Actiespel                    |
| Global War                                                          | Avalon                               | Avalon                              | 1993             | Strategiespel                |
| Gnome Ranger                                                        | Level 9 Computing                    | Level 9 Computing                   | 1987             | Adventure                    |
| Gold Hunter                                                         | Avalon                               | Avalon                              | 1992             | Platformspel                 |
| The Golden Baton                                                    | Adventure International              | Adventure International             | 1982             | Adventure                    |
| The Golden Voyage                                                   | Adventure International              | Adventure International             | 1981             | Adventure                    |
| The Goonies                                                         | Datasoft                             | Datasoft                            | 1985             | Platformspel                 |
| Gorf                                                                | Bally Midway                         | Roklan                              | 1982             | Actiespel                    |
| Gossip                                                              | Atari                                | Atari Program Exchange              | 1983             | Simulatiespel                |
| Grand Prix Simulator                                                | Codemasters                          | Codemasters                         | 1987             | Racespel                     |
| The Great American Cross-Country Road Race                          | Activision                           | Activision                          | 1985             | Racespel                     |
| The Great War 1914                                                  | D.K.G.                               | D.K.G.                              | 1986             | Strategiespel                |
| Gridrunner                                                          | Llamasoft                            | HES                                 | 1983             | Actiespel                    |
| The Growing Pains of Adrian Mole                                    | Level 9 Computing                    | Virgin Games                        | 1987             | Adventure                    |
| Gruds In Space                                                      | Sirius Software                      | Sirius Software                     | 1983             | Sirius Software              |
| Grunwald 1410                                                       | L.K. Fire-Bird                       | L.K. Fire-Bird                      | 1995             | Strategiespel                |
| Guard                                                               | Sonix                                | Sonix                               | 1992             | Actiespel                    |
| Guderian                                                            | Dyadic Software Associates           | Avalon Hill                         | 1986             | Simulatiespel                |
| The Guild of Thieves                                                | Magnetic Scrolls                     | Rainbird Software                   | 1987             | Adventure                    |
| Gulf Strike                                                         | Microcomputer Games                  | Avalon Hill                         | 1984             | Strategiespel                |
| Gun Law                                                             | English Software                     | Mastertronic                        | 1986             | Actiespel                    |
| Gunfighter                                                          | Atlantis Software                    | Atlantis Software                   | 1989             | Actiespel                    |
| Guns of Fort Defiance                                               | Microcomputer Games                  | Avalon Hill                         | 1981             | Actiespel                    |
| Gyruss                                                              | Zilec Electronics                    | Parker Brothers                     | 1984             | Actiespel                    |
| Hacker                                                              | Activision                           | Activision                          | 1985             | Adventure                    |
| Hangman                                                             | Atari                                | Atari                               | 1980             | Strategiespel                |
| Hans Kloss                                                          | Avalon                               | Avalon                              | 1992             | Actiespel                    |
| Hard Hat Mack                                                       | Electronic Arts                      | Electronic Arts                     | 1983             | Platformspel                 |
| HardBall!                                                           | Accolade                             | Accolade                            | 1985             | Sportspel                    |
| Hawk Moon                                                           | Avalon                               | Avalon                              | 1993             | Platformspel                 |
| Hawkquest                                                           | Red Rat Software                     | Red Rat Software                    | 1989             | Actiespel                    |
| Head Over Heels                                                     | Ocean Software                       | Ocean Software                      | 1987             | Actiespel                    |
| Heartache                                                           | Atari                                | Atari                               | 1988             | Strategiespel                |
| Heartlight                                                          | Janusz Pelc                          | Tajemnice ATARI                     | 1991             | Actiespel                    |
| Helix                                                               | Mirage Software                      | Mirage Software                     | 1992             | Platformspel                 |
| Hellcat Ace                                                         | MicroProse                           | MicroProse                          | 1982             | Simulatiespel                |
| Henry's House                                                       | English Software                     | Mastertronic                        | 1987             | Platformspel                 |
| H.E.R.O.                                                            | Activision                           | Activision                          | 1984             | Platformspel                 |
| Hexan                                                               | Rabbit Software                      | KAW                                 | 1987             | Educatief spel               |
| Hi-Res Adventure#0: Mission Asteroid                                | On-Line Systems                      | On-Line Systems                     | 1980             | Adventure                    |
| Hi-Res Adventure#2: The Wizard and the Princess                     | On-Line Systems                      | On-Line Systems                     | 1980             | Adventure                    |
| Hi-Res Adventure#4: Ulysses and the Golden Fleece                   | On-Line Systems                      | On-Line Systems                     | 1982             | Adventure                    |
| Hi-Res Adventure#6: The Dark Crystal                                | Sierra On-Line                       | Sierra On-Line                      | 1984             | Adventure                    |
| Highrise                                                            | Micro Learn                          | Micro Learn                         | 1983             | Strategiespel                |
| The Hitchhiker's Guide to the Galaxy                                | Infocom                              | Infocom                             | 1984             | Adventure                    |
| Hobgoblin                                                           | GR8 Software                         | GR8 Software                        | 2008             | Platformspel                 |
| Hollywood Hijinx                                                    | Infocom                              | Infocom                             | 1986             | Adventure                    |
| Hover Bovver                                                        | Llamasoft                            | Llamasoft                           | 1984             | Actiespel                    |
| The Hulk                                                            | Adventure International              | Adventure International             | 1984             | Adventure                    |
| Humanoid                                                            | Sonix                                | Sonix                               | 1992             | Actiespel                    |
| Hydraulik                                                           | ASF s.c.                             | ASF s.c.                            | 1993             | Strategiespel                |
| Hydraulik / Snowball                                                | Avalon                               | Avalon                              | 1993             | Compilatiespel               |
| Imagic 1-2-3                                                        | Imagic                               | Imagic                              | 1984             | Compilatiespel               |
| Imagine                                                             | FUCO                                 | K-Soft                              | 1992             | Actiespel                    |
| Imperium Galactum                                                   | Strategic Simulations                | Strategic Simulations               | 1984             | Strategiespel                |
| In Search of the Most Amazing Thing                                 | Tom Snyder Productions               | Spinnaker                           | 1983             | Adventure                    |
| Incydent                                                            | ASF s.c.                             | ASF s.c.                            | 1993             | Adventure                    |
| Infidel                                                             | Infocom                              | Infocom                             | 1983             | Adventure                    |
| Infiltrator                                                         | Chris Gray Enterprises               | Mindscape                           | 1986             | Simulatiespel                |
| Ingrid's Back!                                                      | Level 9 Computing                    | Level 9 Computing                   | 1988             | Adventure                    |
| Inny Świat                                                          | Mirage Software                      | Mirage Software                     | 1995             | RPG                          |
| Inspektor                                                           | Orkus Software                       | Orkus Software                      | 1993             | Adventure                    |
| The Institute                                                       | Med Systems Software                 | Screenplay                          | 1983             | Adventure                    |
| International Karate                                                | System 3 Software                    | Epyx                                | 1985             | Sportspel                    |
| Into the Eagle's Nest                                               | Pandora                              | Atari                               | 1988             | Actiespel                    |
| Invasion                                                            | Icon Design                          | Mastertronic                        | 1987             | Strategiespel                |
| Invasion Orion                                                      | Automated Simulations                | Automated Simulations               | 1981             | Strategiespel                |
| IQ Master                                                           | ASF s.c.                             | ASF s.c.                            | 1992             | Strategiespel                |
| Jaffar                                                              | Mirage Software                      | Mirage Software                     | 1993             | Actiespel                    |
| Jagdstaffel                                                         | 4D Interactive Systems               | Discovery Games                     | 1980             | Simulatiespel                |
| James Bond 007                                                      | Parker Brothers                      | Parker Brothers                     | 1984             | Actiespel                    |
| James Bond 007 in The Living Daylights: The Computer Game           | Sculptured Software                  | Domark Software                     | 1987             | Actiespel                    |
| Janosik                                                             | Midnight Computer Games              | Mirage Software                     | 1994             | Actiespel                    |
| Japan Scenery Disk                                                  | subLOGIC                             | subLOGIC                            | 1987             | Simulatiespel                |
| Jaskiniowiec                                                        | StanBit                              | StanBit                             | 1995             | Platformspel                 |
| Jawbreaker                                                          | On-Line Systems                      | On-Line Systems                     | 1980             | Actiespel                    |
| The Jet Action                                                      | Avalon                               | Avalon                              | 1992             | Actiespel                    |
| Jet-Boot Jack                                                       | English Software                     | Datamost                            | 1984             | Platformspel                 |
| Jet Set Willy                                                       | Software Projects                    | Tynesoft                            | 1986             | Platformspel                 |
| Jewels of Darkness                                                  | Level 9 Computing                    | Firebird Licensees                  | 1986             | Compilatiespel               |
| Jinxter                                                             | Magnetic Scrolls                     | Rainbird Software                   | 1988             | Adventure                    |
| Jocky Wilson's Darts Compendium                                     | Zeppelin Games                       | Zeppelin Games                      | 1991             | Sportspel                    |
| Jocky Wilson's Darts Challenge                                      | Zeppelin Games                       | Zeppelin Games                      | 1988             | Sportspel                    |
| Joe Blade                                                           | Players Software                     | Players Software                    | 1988             | Platformspel                 |
| Joe Blade II                                                        | Players Software                     | Players Software                    | 1988             | Platformspel                 |
| John Anderson's Rally Speedway                                      | Adventure International              | Adventure International             | 1983             | Racespel                     |
| Johny's Trouble                                                     | ANG Software                         | ANG Software                        | 1992             | Strategiespel                |
| Journey to the Planets                                              | JV Software                          | JV Software                         | 1982             | Platformspel                 |
| Joust                                                               | Williams Electronics                 | Atari                               | 1983             | Platformspel                 |
| Juice!                                                              | Arti Haroutunian                     | Tronix Publishing                   | 1983             | Actiespel                    |
| Jump Jet                                                            | Anirog Software                      | Anirog Software                     | 1985             | Simulatiespel                |
| Jumping Jack                                                        | Imagine Software                     | Imagine Software                    | 1983             | Platformspel                 |
| Jumping Jack                                                        | ASF s.c.                             | ASF s.c.                            | 1993             | Strategiespel                |
| Jumpman                                                             | Epyx                                 | Epyx                                | 1983             | Platformspel                 |
| Jumpman Junior                                                      | Epyx                                 | Epyx                                | 1983             | Platformspel                 |
| Jungle Hunt                                                         | Taito                                | Atari                               | 1983             | Platformspel                 |
| Jungle Quest                                                        | Parachute Press                      | Scholastic                          | 1984             | Educatief spel               |
| Juno First                                                          | Konami                               | Datasoft                            | 1984             | Actiespel                    |
| Jupiter Mission 1999                                                | Avalon Hill                          | Avalon Hill                         | 1984             | Adventure                    |
| Jurassic Park II                                                    | Satantronic                          | Video 61 & Atari Sales              | 2002             | Platformspel                 |
| Jyym Pearson Adventure Tri-Pack                                     | Adventure International              | Adventure International             | 1983             | Compilatiespel               |
| Kaboom!                                                             | Activision                           | Activision                          | 1983             | Actiespel                    |
| Kaiv                                                                | Intelligent Statements               | Screenplay                          | 1983             | RPG                          |
| Kampania wrześniowa                                                 | Avalon                               | Avalon                              | 1993             | Strategiespel                |
| Kampfgruppe                                                         | Strategic Simulations                | Strategic Simulations               | 1985             | Strategiespel                |
| Kampfgruppe: Scenario Disk I                                        | Strategic Simulations                | Strategic Simulations               | 1985             | Strategiespel                |
| Kangaroo                                                            | Sun Electronics                      | Atari Program Exchange              | 1982             | Platformspel                 |
| Karateka                                                            | Brøderbund Software                  | Brøderbund Software                 | 1985             | Actiespel                    |
| Kasiarz                                                             | Krysal                               | Krysal                              | 1994             | Adventure                    |
| Kennedy Approach                                                    | MicroProse                           | MicroProse                          | 1985             | Simulatiespel                |
| Kenny Dalglish Soccer Manager                                       | Cognito                              | Zeppelin Games                      | 1989             | Sportspel                    |
| Kernaw                                                              | Lorien                               | Avalon                              | 1993             | Platformspel                 |
| Ketchup                                                             | Sikor Soft                           | Sikor Soft                          | 1996             | Strategiespel                |
| Keystone Kapers                                                     | Activision                           | Activision                          | 1983             | Actiespel                    |
| Kick Off                                                            | Anco Software                        | Anco Software                       | 1989             | Sportspel                    |
| Kid Grid                                                            | Tronix Publishing                    | Tronix Publishing                   | 1982             | Actiespel                    |
| Kids on Keys                                                        | Spinnaker                            | Spinnaker                           | 1983             | Kinderspel                   |
| Kikstart: Off-Road Simulator                                        | Mr Chip Software                     | Mastertronic                        | 1986             | Racespel                     |
| KinderComp                                                          | Spinnaker                            | Spinnaker                           | 1983             | Kinderspel                   |
| King Cribbage                                                       | Hayden Book Company                  | Hayden Software                     | 1983             | Strategiespel                |
| Klątwa                                                              | Avalon                               | Avalon                              | 1992             | Adventure                    |
| Knight Orc                                                          | Level 9 Computing                    | Rainbird Software                   | 1987             | Adventure                    |
| Knights of the Desert: The North African Campaign of 1941-43        | Tactical Design Group                | Strategic Simulations               | 1983             | Simulatiespel                |
| Knock                                                               | Domain Software                      | Domain Software                     | 1992             | Strategiespel                |
| Kolony                                                              | Nemezys Software Group               | Mirage Software                     | 1991             | Strategiespel                |
| Kolony 2106                                                         | ArSoft Corporation                   | ArSoft Corporation                  | 2009             | Strategiespel                |
| Koronis Rift                                                        | LucasFilm Games                      | Epyx                                | 1985             | Actiespel                    |
| K-Razy Shoot-Out                                                    | K-Byte                               | K-Byte                              | 1981             | Actiespel                    |
| Krucjata                                                            | ASF s.c.                             | ASF s.c.                            | 1993             | Platformspel                 |
| Książę                                                              | Mirage Software                      | Mirage Software                     | 1994             | Strategiespel                |
| Kult                                                                | ASF s.c.                             | ASF s.c.                            | 1992             | Actiespel                    |
| Kupiec                                                              | ASF s.c.                             | ASF s.c.                            | 1993             | Adventure                    |
| Laser Hawk                                                          |                                      |                                     |                  |                              |
| Leather Goddesses of Phobos                                         | Infocom                              | Infocom                             | 1986             | Adventure                    |
| Legionnaire                                                         | Microcomputer Games                  | Avalon Hill                         | 1979             | Strategiespel                |
| Lenslok                                                             |                                      |                                     |                  |                              |
| Loco                                                                |                                      |                                     |                  |                              |
| Lode Runner                                                         | Brøderbund Software, Ariolasoft      |                                     | 1983             |                              |
| The Lurking Horror                                                  |                                      |                                     |                  |                              |
| M.U.L.E                                                             |                                      |                                     |                  |                              |
| MIDI Maze                                                           |                                      |                                     |                  |                              |
| Mail Order Monsters                                                 |                                      |                                     |                  |                              |
| Mario Bros.                                                         | Nintendo, Sculptured Software        | Ocean Software                      | 1983             | Platformspel                 |
| Megamania                                                           | Activision                           | Activision                          | 1983             | Actiespel                    |
| Mercenary                                                           |                                      |                                     |                  |                              |
| Millipede                                                           |                                      |                                     |                  |                              |
| Miner 2049er                                                        |                                      |                                     |                  |                              |
| Missile Command                                                     | Atari                                | Atari, Sega                         | 1980             | Actiespel, Shoot 'em Up      |
| Montezuma's Revenge                                                 |                                      |                                     |                  |                              |
| Moon Patrol                                                         | Irem                                 | Irem                                | 1982             | Shoot 'em Up                 |
| Moonmist                                                            | Infocom                              | Infocom                             | 1986             | Avonturenspel                |
| Mr. Do!                                                             | Universal Corporation                | Taito                               | 1984             |                              |
| Mr. Do's Castle                                                     |                                      |                                     |                  |                              |
| Ms. Pac-Man                                                         | General Computer Corporation, Midway | Atari                               | 1983             | Actiespel                    |
| Murder on the Zinderneuf                                            |                                      |                                     |                  |                              |
| NATO Commander                                                      | MicroProse                           | MicroProse                          | 1983             | Strategiespel                |
| Nautilus                                                            |                                      |                                     |                  |                              |
| Nebulus                                                             | Hewson Consultants                   | Hewson Consultants                  | 1988             | Actiespel, Strategiespel     |
| New York City                                                       |                                      |                                     |                  |                              |
| Oil's Well                                                          | Sierra On-Line                       | Sierra On-Line                      | 1983             | Actiespel                    |
| One Man and His Droid                                               | Clive Brooker                        | Mastertronic                        | 1986             | Actiespel                    |
| One on One: Dr. J vs. Larry Bird                                    |                                      |                                     |                  |                              |
| Pac-Man                                                             | Namco                                | Namco, Midway                       | 1980             | Arcadespel                   |
| The Pawn                                                            | Magnetic Scrolls                     | Rainbird Software                   | 1986             | Avonturenspel                |
| Pengo                                                               | Coreland                             | Sega                                | 1983             | Actiespel, doolhof, puzzle   |
| Phantasie                                                           |                                      |                                     |                  |                              |
| Pinball Construction Set                                            |                                      |                                     |                  |                              |
| Pitfall!                                                            |                                      |                                     |                  |                              |
| Pitfall II: Lost Caverns                                            |                                      |                                     |                  |                              |
| Planetfall                                                          |                                      |                                     |                  |                              |
| Plundered Hearts                                                    |                                      |                                     |                  |                              |
| Pogo Joe                                                            |                                      |                                     |                  |                              |
| Polar Pierre                                                        |                                      |                                     |                  |                              |
| Pole Position                                                       |                                      |                                     |                  |                              |
| Pooyan                                                              | Konami                               | Hudson Soft                         | 1983             | Shoot 'em up                 |
| Popeye                                                              | Nintendo R&D1                        | Nintendo                            | 1983             | Platform                     |
| Q*bert                                                              | D. Gottlieb & Co, Artech Studios     | Parker Brothers, Hasbro Interactive | 1983             | Actiespel                    |
| Qix                                                                 | Taito                                | Taito                               | 1982             | Actiespel                    |
| Questprobe                                                          |                                      |                                     |                  |                              |
| Racing Destruction Set                                              |                                      | Electronic Arts                     | 1985             | racespel                     |
| Raid over Moscow                                                    |                                      |                                     |                  |                              |
| Rally Speedway                                                      |                                      |                                     |                  |                              |
| Rampage                                                             |                                      |                                     |                  |                              |
| Real of Impossibility                                               |                                      |                                     |                  |                              |
| Rescue on Fractalus!                                                | Lucasfilm Games                      | Epyx, Atari                         | 1985             | actiespel                    |
| River Raid                                                          | Activision                           | Activision                          | 1983             | actiespel                    |
| Robotron: 2084                                                      | Eugene Jarvis                        | Williams Electronics                | 1982             | arcadespel                   |
| Sammy Lightfoot                                                     |                                      |                                     |                  |                              |
| Savage Pong                                                         |                                      |                                     |                  |                              |
| Scram                                                               |                                      |                                     |                  |                              |
| Sea Dragon                                                          |                                      |                                     |                  |                              |
| Sea Wolf                                                            |                                      |                                     |                  |                              |
| Seastalker                                                          |                                      |                                     |                  |                              |
| The Seven Cities of Gold                                            |                                      |                                     |                  |                              |
| Shamus                                                              |                                      |                                     |                  |                              |
| Silent Service                                                      | MicroProse                           | MicroProse                          | 1985             | Simulatiespel                |
| Solo Flight                                                         |                                      |                                     |                  |                              |
| Sorcerer                                                            |                                      |                                     |                  |                              |
| Space Invaders                                                      | Taito                                | Midway                              | 1978             | Actiespel                    |
| Spellbreaker                                                        |                                      |                                     |                  |                              |
| Spelunker                                                           |                                      |                                     |                  |                              |
| Spindizzy                                                           |                                      |                                     |                  |                              |
| Spitfire Ace                                                        |                                      |                                     |                  |                              |
| Spy Hunter                                                          | Bally Midway                         | Bally Midway                        | 1983             | Actiespel, Racespel          |
| Spy vs. Spy                                                         | First Star Software                  | Wicked Software                     | 1984             | Actiespel                    |
| Spy's Demise                                                        |                                      |                                     |                  |                              |
| Star Fire                                                           |                                      |                                     |                  |                              |
| Star Fleet I: The War Begins                                        |                                      |                                     |                  |                              |
| Star Raiders                                                        | Atari                                | Atari                               | 1979             | Simulatiespel                |
| Star Raiders 2                                                      |                                      |                                     |                  |                              |
| Star Wars                                                           |                                      |                                     |                  |                              |
| Starcross                                                           |                                      |                                     |                  |                              |
| Starquake                                                           | Bubble Bus Software                  | Bubble Bus Software                 | 1984             | Actiespel                    |
| Stationfall                                                         |                                      |                                     |                  |                              |
| Summer Games                                                        |                                      |                                     |                  |                              |
| Super Cobra                                                         | Konami                               | Parker brothers                     | 1983             | Actiespel                    |
| Suspect                                                             |                                      |                                     |                  |                              |
| Suspended                                                           |                                      |                                     |                  |                              |
| Tanktics: Computer Game of Armored Combat on the Eastern Front      |                                      |                                     |                  |                              |
| Tapper                                                              |                                      |                                     |                  |                              |
| Telengard                                                           |                                      |                                     |                  |                              |
| Temple of Apshai                                                    |                                      |                                     |                  |                              |
| Theatre Europe                                                      |                                      |                                     |                  |                              |
| Thrust                                                              |                                      |                                     |                  |                              |
| Track & Field                                                       | Konami                               | Konami                              | 1984             | Sportspel                    |
| Trailblazer                                                         |                                      |                                     |                  |                              |
| Typo Attack                                                         |                                      |                                     |                  |                              |
| Ultima I: The First Age of Darkness                                 | Origin Systems                       | California Pacific Computer Company | 1981             | RPG                          |
| Ultima II: The Revenge of the Enchantress                           | Sierra On-Line                       | Sierra On-Line                      | 1982             | RPG                          |
| Ultima III: Exodus                                                  | Origin Systems                       | Origin Systems                      | 1983             | RPG                          |
| Ultima IV: Quest of the Avatar                                      | Origin Systems                       | Origin Systems                      | 1985             | RPG                          |
| Universal Hero                                                      |                                      |                                     |                  |                              |
| Universe                                                            |                                      |                                     |                  |                              |
| Up'n Down                                                           | Sega                                 | U.S. Gold                           | 1983             | Racespel                     |
| WarGames                                                            |                                      |                                     |                  |                              |
| Wargame Construction Set                                            | Strategic Simulations                | Strategic Simulations               | 1986             | Simulatiespel, Strategiespel |
| Warlords                                                            |                                      |                                     |                  |                              |
| Wishbringer                                                         | Infocom                              | Infocom                             | 1985             | Avonturenspel                |
| The Witness                                                         |                                      |                                     |                  |                              |
| Wizard and the Princess                                             | On-Line Systems                      | On-Line Systems                     | 1980             | Avonturenspel                |
| Wizard's Crown                                                      | Strategic Simulations                | Strategic Simulations               | 1985             | Computerrollenspel           |
| Zaxxon                                                              | Sega                                 | Coleco                              | 1982             | Actiespel                    |
| Zenji                                                               | Activision                           | Activision                          | 1984             | Puzzelspel                   |
| Zeppelin                                                            | Synapse Software Corporation         | Synapse Software Corporation        | 1983             | Schietspel                   |
| Zone Ranger                                                         | Dan Thompson                         | Activision                          | 1984             | Schietspel                   |
| Zork I: The Great Underground Empire                                | Infocom                              | Infocom                             | 1980             | Tekstadventure               |
| Zork II: The Wizard of Frobozz                                      | Infocom                              | Infocom                             | 1981             | Tekstadventure               |
| Zork III: The Dungeon Master                                        | Infocom                              | Infocom                             | 1982             | Tekstadventure               |
| Zybex                                                               |                                      |                                     |                  |                              |